# Chrissie Hynde
Christine Ellen Hynde, dite Chrissie Hynde, née le 7 septembre 1951 à Akron (Ohio), est une chanteuse et guitariste américaine. Elle est la leader et la cofondatrice du groupe de rock/new wave The Pretenders. 

## Biographie

### Jeunesse
Christine Ellen Hynde est née dans l'Ohio. Son père, Mel Hynde, a servi dans la marine puis travaillé dans la publicité. Sa mère, Dolores, a été modèle à New York avant de se marier. Elle a ensuite été secrétaire, puis mère au foyer. Chrissie a un frère, Terry, de quatre ans son aîné. Le père joue parfois de l'harmonica, Terry apprend la clarinette et le saxophone. Il joue dans des orchestres de jazz et de rhythm and blues.
C'est à 14 ans que Chrissie découvre sa vocation, grâce à un disque, puis un concert, de Mitch Ryder. Son premier instrument est un ukulélé, vite remplacé par une guitare, d'abord une acoustique, puis une électrique. Elle se passionne pour le rock britannique : les Beatles, les Rolling Stones ou encore les Kinks. Son autre idole est Iggy Pop. Elle suit l'actualité musicale dans le New Musical Express, hebdomadaire anglais pour lequel elle écrira plus tard. Elle chante dans son premier groupe en 1967, les Sat Sun Mat, dans lequel joue aussi Mark Mothersbaugh, futur membre de Devo.
En 1968, Chrissie Hynde part étudier les beaux-arts à l'Université d'État de Kent. Le 4 mai 1970, elle est témoin de la fusillade sur le campus qui inspire  à Neil Young la chanson Ohio. Durant cette période, Chrissie écrit des chansons qu'elle garde encore pour elle. Elle assiste parfois aux concerts du groupe de jazz 15 60 75, dans lequel joue son frère Terry. Elle s'ennuie cependant car elle n'est pas satisfaite par sa vie dans le Midwest, qu'elle finit par choisir de quitter.

### Carrière

#### Les années de galère
Au printemps 1973, à 22 ans, Chrissie Hynde quitte les États-Unis pour s'installer à Londres. Elle a dû vendre sa guitare pour payer le voyage. Elle rencontre le journaliste Nick Kent qui lui permet d'être pigiste pendant quelques mois au New Musical Express.
En 1974, elle travaille comme vendeuse chez Let It Rock et Sex, les célèbres boutiques de mode punk tenues par la styliste Vivienne Westwood et le futur manager des Sex Pistols, Malcolm McLaren. Elle y rencontre un Français, Philippe Pierre, qui l'invite fin 1974 à le rejoindre à Paris pour monter un groupe de punk rock, The Avec et The Alors. Marc Zermati lui propose ensuite d'intégrer les Young Rats.
En 1976, elle joue un temps au sein des Frenchies, le groupe de Martin Dune, qui n'est autre que le réalisateur Jean-Marie Poiré. Puis elle tente, en vain, de former son propre groupe. Lassée par son expérience parisienne, elle décide de repartir aux États-Unis.
À Cleveland, elle joue avec des groupes de blues locaux comme Mr. Stress et les Jack Rabbit. Puis les Frenchies la rappellent pour remplacer Martin Dune qui vient de quitter le groupe. Après quelques concerts, les Frenchies se séparent. Chrissie fonde alors un nouveau groupe éphémère avec le guitariste Patrick Llaberia qu'elle emmène à Londres. Elle y rencontre toute la scène punk rock naissante. Elle reprend contact avec Malcolm McLaren, qui l'embarque dans son projet de créer un groupe inspiré de la scène punk américaine : The Loveboys, avec Nick Kent et Rat Scabies. Le groupe ne survit pas à leur première répétition. Avec Scabies, ils fondent The Masters of The Backside et recrutent d'autres musiciens, dont Ray Burns et David Letts. Ils la quittent tous pour former The Damned sans elle.
Elle joue ensuite avec Mick Jones dans Big Girl's Underwear, mais l'expérience ne dure que trois mois, avant que Mick Jones ne parte fonder The Clash. Puis elle fait un passage éclair dans Johnny Moped. Ces groupes ne font que répéter et ne montent jamais sur scène. Chrissie fréquente aussi Steve Jones et John Lydon et assiste au premier concert des Sex Pistols. Durant cette période, elle vit de petits boulots, se drogue et squatte chez des amis.
En 1977, Chrissie Hynde se sent prête à monter sur scène. Elle insiste pour intégrer à nouveau Johnny Moped et donne son unique concert avec eux à Londres le 21 février. Elle fait les chœurs sur trois titres de l'album Hurt de son ami Chris Spedding, avant de suivre les Clash en tournée lors du Riot tour en mai. Puis elle fait la rencontre du producteur Tony Secunda qui l'auditionne. Impressionné, il veut lui faire enregistrer The Phone call, une des compositions de Chrissie. Ils recrutent Fred Berk, bassiste de Johnny Moped, et Nigel Pegrum, percussionniste de Steeleye Span. Ils enregistrent quatre morceaux. Elle ne s'assume pas en tant que chanteuse, et préfère rejoindre les Moor Murderers en tant que guitariste. Le chanteur Steve Strange lui fait porter, à son insu, le nom d'une meurtrière célèbre en Grande-Bretagne, ce qui provoque un scandale dans la presse. Le groupe se saborde après deux concerts.

#### Naissance des Pretenders
Début 1978, Randall Rose, une connaissance de l'université de Kent qui a produit le groupe Devo, lui présente Dave Hill, qui vient de créer le label Real Records. Celui-ci croit en Chrissie Hynde et tente de réunir un groupe autour d'elle. Les premiers musiciens sont Malcolm Hart à la basse et Phil Taylor, batteur de Motörhead. Puis Lemmy Kilmister leur conseille de recruter Tom Edwards alias Gass Wild à la batterie. Celui-ci leur parle de son ami bassiste Peter Farndon. En parallèle, elle chante sur l'album Vampire Stole My Lunch Money du journaliste et musicien Mick Farren et sur So Alone de Johnny Thunders. Ces collaborations la rassurent sur son talent de chanteuse.
Gass Wild ne fait finalement pas l'affaire. Chrissie Hynde et Peter publient une annonce pour trouver un second guitariste et un nouveau batteur. Pour l’audition, Pete Farndon fait venir de Hereford son ami guitariste James Honeyman-Scott. Phil Taylor reprend la batterie quelque temps. Durant l'été, Chrissie obtient de Nick Lowe qu'il produise leur premier single, et le groupe donne son premier concert à Wakefield en ouverture des Strangeways. Chrissie va d'ailleurs chanter sur leur prochain disque. En octobre, comme promis, Nick Lowe produit Stop Your Sobbing, une reprise des Kinks. Gerry Mackleduff est à la batterie. Puis ils se produisent cinq soirs de suite au Gibus à Paris, sous le nom Dinosaurs Eating Cars. James Honeyman-Scott fait venir son ami d'Hereford, Martin Chambers, pour remplacer Mackleduff. Il figure d'ailleurs à sa place sur la pochette de Stop Your Sobbing. Ils donnent leur premier concert tous les quatre au Barbarella's de Birmingham le 18 novembre en première partie de David Johansen. Dave Hill connaissant des difficultés financières, il fait signer le groupe chez WEA. Ils doivent alors se trouver un nom pour le single qui va bientôt être pressé. Au dernier moment, Chrissie trouve The Pretenders. Sorti en janvier 1980, leur premier album, Pretenders est un succès mondial, tout comme le single Brass in Pocket qui en est extrait. La carrière des Pretenders est ainsi lancée et se poursuit dans les décennies suivantes.

#### En solo
En 2014, Chrissie Hynde publie son premier album studio, Stockholm, sur lequel on retrouve Neil Young et John McEnroe à la guitare.
En  2015, elle publie son autobiographie, Reckless.

### Artiste peintre
Chryssie Hynde fait de la peinture. En 2018, elle publie Adding the Blue, un livre regroupant 200 de ses œuvres, des peintures à l'huile créées à partir de 2015.

### Militante
Chrissie Hynde est végétarienne et milite pour les droits des animaux. Elle soutient l'association PETA et Viva! (Vegetarians'International Voice for Animals), une association britannique pour les droits des animaux.

### Vie privée
En arrivant à Londres en 1973, Chrissie Hynde s'installe chez Nick Kent, avec qui elle a une relation. Vers 1975-1976, elle a une aventure avec Michaël Memmi, le bassiste des Frenchies. En 1976, elle partage la vie du guitariste Patrick (Pat) Llaberia. En 1977, elle a une liaison avec Paul Simonon des Clash.[réf. souhaitée]
En 1978, elle a pour amant son bassiste Peter Farndon.
Au début des années 1980, Chrissie Hynde est brièvement la compagne de Ray Douglas Davies, chanteur des Kinks, avec qui elle a une fille, Natalie, en 1983,. 
En 1984, elle épouse Jim Kerr, leader des Simple Minds,, avec qui elle a une autre fille, Yasmin. Ils divorcent en 1989.
En 1997, elle épouse un artiste colombien, Lucho Brieva, dont elle se sépare en 2002.

## Discographie

### Albums studio
- 2010 : Fidelity ! (sous le nom de JP, Chrissie & The Fairground Boys)
- 2014 : Stockholm
- 2019 : Valve Bone Woe (avec The Valve Bone Woe Ensemble)
- 2021 : Standing in the doorway: Chrissie Hynde sings Bob Dylan

## Filmographie

### Comme actrice
- 1988 : A Reggae Session (TV) : elle-même
- 1995 : Friends (Saison 2 – Épisode 6) : Stephanie Schiffer
- 2003 : Pretenders Loose in L.A. (vidéo) : voix et guitare
- 2003 : Les Razmoket rencontrent les Delajungle (Rugrats Go Wild!) : Siri (voix)
- 2004 : Blind Boys of Alabama: Go Tell It on the Mountain (TV) : elle-même

### Comme compositrice
- 1982 : The Comic Strip Presents... (série TV)